# Santa Pola Club de Fútbol
El Santa Pola Club de Fútbol es un club de fútbol de España, del municipio de Santa Pola (Alicante). Fue fundado en 1979 y juega en la Lliga Comunitat Valenciana.

## Historia
El club se funda en 1979, debido a la fusión de dos clubes de la localidad: el C.D. Santa Pola y el Atlético Santa Pola, fundados en 1968 y 1976 respectivamente. Comenzó sus andaduras en la Primera Regional Murciana, hasta que en 1987 se pasó a las competiciones organizadas por la Federación Valenciana de Fútbol.
En la temporada 1996/97 consiguió ascender a Tercera División por primera vez en su historia. Posee nueve temporadas en la Tercera División que disputó de forma consecutiva hasta la temporada 2005/06. En la temporada anterior, la 2004/05, consiguió un histórico cuarto puesto, lo que le permitió disputar la liguilla de ascenso a Segunda B, pero en la primera ronda frente al Águilas CF cayó eliminado.

## Uniforme
- Uniforme titular: Camiseta rojiblanca a franjas verticales, pantalón azul y medias rojas.
- Uniforme alternativo: Camiseta negra con detalles blancos, pantalón negro y medias lilas.